# Oskar Osala
Oskar Osala (* 26. prosince 1987, Vaasa) je bývalý finský hokejový útočník.

## Hráčská kariéra
Svou hokejovou kariéru začal v rodném městě v týmu Vaasan Sport, s kterým hrál v letech 2003–2005 v Mestis, druhé nejvyšší finské lize. Poté odešel do zámoří hrát dva roky v Mississauga IceDogs v kanadské juniorské lize Ontario Hockey League. Během tohoto období byl v roce 2006 draftován ve 4. kole celkově 97., týmem Washington Capitals. Na závěr ročníku 2006/07 se vrátil zpět do Finska, kde odehrál dvě utkání ve finské reprezentaci do 20 let v lize Mestis. V následující sezóně zůstal ve Finsku, kde se dohodl na spolupráci s týmem Espoo Blues ve finské nejvyšší soutěži SM-liiga. S týmem nakonec skončil na druhém místě a stal se nejlepším nováčkem SM-liigy a získal Cenu Jarmo Wasamy.
V sezoně 2008/09 opět odešel do zámoří hrát v American Hockey League za tým Hershey Bears, tj. farmářský tým Washington Capitals, kteří si jej vybrali z draftu. S Bears vyhrál Calderův pohár na konci sezóny 2008/2009. Na tomto úspěchu se podílel 47 body, včetně 29 vstřelených gólů za 97 odehraných zápasů. Ve stejné sezóně debutoval v NHL za Capitals, za který odehrál dva zápasy v National Hockey League. Sezónu 2009/10 začal s Hershey Bears, než byl krátce před termínem ukončení výměn v NHL (3. března 2010) společně s Brianem Pothierem vyměněn do týmu Carolina Hurricanes za Joe Corva. Do konce sezóny hrával na farmě Hurricanes v Albany River Rats a v sezóně stihl odehrát jeden zápas za Hurricanes. Celou sezónu 2010/11 hrával na nové farmě Hurricanes, v Charlotte Checkers.
25. května 2011 se dohodl na roční smlouvě s týmem CHK Neftěchimik Nižněkamsk, který působí v KHL.

## Ocenění a úspěchy
- 2006 OHL - Druhý All-Rookie Tým
- 2007 MSJ - Nejlepší střelec
- 2007 MSJ - Top tří hráčů v týmu
- 2008 SM-l - Nejlepší střelec mezi nováčky
- 2008 SM-l - Nejlepší nahrávač mezi nováčky
- 2008 SM-l - Nejproduktivnější hráč mezi nováčky
- 2008 SM-l - Cena Jarmo Wasamy

## Prvenství

### NHL
- Debut - 10. prosince 2008 (Washington Capitals proti Boston Bruins)

### KHL
- Debut - 13. září 2011 (CHK Neftěchimik Nižněkamsk proti SKA Petrohrad)
- První gól - 26. září 2011 (Amur Chabarovsk proti CHK Neftěchimik Nižněkamsk, slovenskému brankáři Ján Lašák)
- První asistence - 11. prosince 2011 (SKA Petrohrad proti Amur Chabarovsk)
- První hattrick - 24. února 2017 (Metallurg Magnitogorsk proti HC Rudá hvězda Kunlun)

## Klubová statistika
| Sezóna       | Klub                       | Soutěž       |     | Základní část | Základní část | Základní část | Základní část | Základní část |    | Play off | Play off | Play off | Play off | Play off |
| Sezóna       | Klub                       | Soutěž       | Z   | G             | A             | B             | TM            | Z             | G  | A        | B        | TM       |          |          |
| 2001/2002    | Vaasan Sport               | SM-s-16 C    | 7   | 2             | 0             | 2             | 2             | —             | —  | —        | —        | —        |          |          |
| 2002/2003    | Vaasan Sport               | I-div.-16 C  | 9   | 12            | 15            | 27            | 12            | —             | —  | —        | —        | —        |          |          |
| 2003/2004    | Vaasan Sport               | Mestis       | 5   | 0             | 0             | 0             | 0             | —             | —  | —        | —        | —        |          |          |
| 2003/2004    | Vaasan Sport               | I-Div.-20 A  | 2   | 0             | 0             | 0             | 4             | —             | —  | —        | —        | —        |          |          |
| 2003/2004    | Vaasan Sport               | SM-s-18 B    | 16  | 10            | 11            | 21            | 10            | —             | —  | —        | —        | —        |          |          |
| 2004/2005    | Vaasan Sport               | I-Div.-20 A  | 19  | 13            | 24            | 37            | 28            | 2             | 0  | 0        | 0        | 2        |          |          |
| 2004/2005    | Vaasan Sport               | SM-s-18 B    | 2   | 0             | 1             | 1             | 2             | —             | —  | —        | —        | —        |          |          |
| 2004/2005    | Vaasan Sport               | Mestis       | 21  | 1             | 4             | 5             | 6             | 7             | 0  | 0        | 0        | 6        |          |          |
| 2005/2006    | Mississauga IceDogs        | OHL          | 68  | 17            | 26            | 43            | 86            | —             | —  | —        | —        | —        |          |          |
| 2006/2007    | Mississauga IceDogs        | OHL          | 54  | 22            | 22            | 44            | 81            | 5             | 2  | 2        | 4        | 0        |          |          |
| 2006/2007    | Finsko 20                  | Mestis       | 2   | 1             | 0             | 1             | 0             | —             | —  | —        | —        | —        |          |          |
| 2007/2008    | Espoo Blues                | SM-liiga     | 53  | 18            | 17            | 35            | 62            | 17            | 7  | 3        | 10       | 8        |          |          |
| 2008/2009    | Hershey Bears              | AHL          | 75  | 23            | 14            | 37            | 47            | 22            | 6  | 4        | 10       | 17       |          |          |
| 2008/2009    | Washington Capitals        | NHL          | 2   | 0             | 0             | 0             | 0             | —             | —  | —        | —        | —        |          |          |
| 2009/2010    | Hershey Bears              | AHL          | 53  | 15            | 14            | 29            | 57            | —             | —  | —        | —        | —        |          |          |
| 2009/2010    | Albany River Rats          | AHL          | 16  | 10            | 3             | 13            | 11            | 8             | 2  | 1        | 3        | 2        |          |          |
| 2009/2010    | Carolina Hurricanes        | NHL          | 1   | 0             | 0             | 0             | 0             | —             | —  | —        | —        | —        |          |          |
| 2010/2011    | Charlotte Checkers         | AHL          | 59  | 13            | 29            | 42            | 55            | 15            | 3  | 2        | 5        | 29       |          |          |
| 2011/2012    | CHK Neftěchimik Nižněkamsk | KHL          | 41  | 12            | 7             | 19            | 44            | —             | —  | —        | —        | —        |          |          |
| 2012/2013    | CHK Neftěchimik Nižněkamsk | KHL          | 44  | 14            | 10            | 24            | 52            | 4             | 0  | 1        | 1        | 17       |          |          |
| 2013/2014    | CHK Neftěchimik Nižněkamsk | KHL          | 33  | 5             | 12            | 17            | 20            | —             | —  | —        | —        | —        |          |          |
| 2013/2014    | Metallurg Magnitogorsk     | KHL          | 19  | 5             | 5             | 10            | 31            | 21            | 0  | 6        | 6        | 43       |          |          |
| 2014/2015    | Metallurg Magnitogorsk     | KHL          | 55  | 11            | 5             | 16            | 85            | 10            | 1  | 2        | 3        | 4        |          |          |
| 2015/2016    | Metallurg Magnitogorsk     | KHL          | 60  | 12            | 15            | 27            | 76            | 11            | 3  | 2        | 5        | 8        |          |          |
| 2016/2017    | Metallurg Magnitogorsk     | KHL          | 60  | 14            | 14            | 28            | 53            | 18            | 6  | 1        | 7        | 29       |          |          |
| 2017/2018    | Metallurg Magnitogorsk     | KHL          | 55  | 14            | 9             | 23            | 90            | 11            | 3  | 3        | 6        | 6        |          |          |
| 2018/2019    | Oulun Kärpät               | Liiga        | 29  | 15            | 7             | 22            | 24            | 13            | 2  | 1        | 3        | 45       |          |          |
| Celkem v KHL | Celkem v KHL               | Celkem v KHL | 367 | 88            | 78            | 166           | 451           | 75            | 13 | 15       | 28       | 107      |          |          |
| Celkem v NHL | Celkem v NHL               | Celkem v NHL | 3   | 0             | 0             | 0             | 0             | —             | —  | —        | —        | —        |          |          |

## Reprezentace
| Rok                       | Tým                       | Soutěž                    | Z  | G | A | B  | TM |
| ------------------------- | ------------------------- | ------------------------- | -- | - | - | -- | -- |
| 2004                      | Finsko 17                 | WHC-17                    | 5  | 1 | 1 | 2  | 6  |
| 2005                      | Finsko 18                 | MS-18                     | 6  | 0 | 0 | 0  | 27 |
| 2007                      | Finsko 20                 | MSJ                       | 6  | 5 | 3 | 8  | 4  |
| 2010                      | Finsko                    | MS                        | 4  | 0 | 0 | 0  | 2  |
| 2017                      | Finsko                    | MS                        | 10 | 1 | 2 | 3  | 14 |
| 2018                      | Finsko                    | OH                        | 4  | 0 | 1 | 1  | 0  |
| Juniorská kariéra celkově | Juniorská kariéra celkově | Juniorská kariéra celkově | 17 | 6 | 4 | 10 | 37 |
| Seniorská kariéra celkově | Seniorská kariéra celkově | Seniorská kariéra celkově | 18 | 1 | 3 | 4  | 16 |